# Ambato (kanton)
Ambato – kanton w prowincji Tungurahua, w Ekwadorze. Stolicą kantonu jest Ambato.